# Loukov u Mnichova Hradiště (nádraží)
Loukov u Mnichova Hradiště je železniční stanice, která leží v km 96,553 železniční trati Praha–Turnov mezi stanicemi Mnichovo Hradiště a Příšovice. Nachází se v obci Loukov v okrese Mladá Boleslav, má číslo popisné 57.
Nachází se v nadmořské výšce 240 metrů nad mořem. Stanici spravuje Správa železnic.